# Hymenophyllum fuscoides
Hymenophyllum fuscoides là một loài thực vật có mạch trong họ Hymenophyllaceae. Loài này được Sw. miêu tả khoa học đầu tiên năm 1801.